# Tortillas pour les Dalton
Tortillas pour les Dalton est la quarante-cinquième histoire de la série Lucky Luke par Morris (dessin) et René Goscinny (scénario). Elle est publiée pour la première fois en 1966, du no 1466 au no 1487 du journal Spirou, puis, en album, en 1967.

## Univers

### Synopsis
Lors du transfert des Dalton dans une prison près de la frontière mexicaine, le fourgon cellulaire qui les transporte subit une attaque de bandits mexicains menés par un certain Emilio Espuelas. Croyant enlever un chargement d'or, les hors-la-loi ramènent le fourgon au Mexique. Or le gouvernement mexicain exigeant que les quatre malfaiteurs soient capturés et ramenés aux États-Unis, c'est Lucky Luke qui est mandaté pour extrader les Dalton. C'est ainsi que le héros traverse le Rio Grande, accompagné de Jolly Jumper et du chien Rantanplan.
Déçu par son « butin », Espuelas envisage de pendre les quatre frères, mais Joe lui propose de partager leurs connaissances du banditisme, ce qu'Emilio accepte. Ce dernier fait visiter la région aux Dalton et leur montre le village de Xochitecozingo, proche de la montagne où se trouve son repaire. C'est dans ce même village que Luke commence ses recherches. En le voyant, Joe décide de cacher sa venue à Emilio, afin d'éviter que les bandits mexicains ne les « vendent » à Luke.
Sur place, le cow-boy ne trouve pas de trace des Dalton, mais apprend leur présence après que ceux-ci ont dévalisé la banque du village avec Emilio — sans succès d'ailleurs, celle-ci étant vide. En essayant de trouver le repaire des bandits dans la montagne, le héros est repéré et mis en fuite par les Dalton. Le chef de la police demande ensuite à Lucky Luke de quitter le village afin de ne pas contrarier la bande d'Emilio. Le cow-boy s'incline, mais reste dans la région.
Toutefois, le comportement des Dalton ne tarde pas à éveiller les soupçons d'Espuelas, qui finit par apprendre la vérité de la bouche d'Averell (après l'avoir saoulé à la tequila). Fou de rage, il envisage de supprimer les quatre frères, mais ces derniers parviennent à le faire changer d'avis. Dans le même temps, Luke rencontre don Doroteo Prieto, un riche ranchero, qui l'invite dans sa luxueuse propriété. Le cow-boy apprend que son hôte est menacé de capture par Espuelas et que la présence du bandit l'empêche de faire profiter la population de ses richesses, sachant que les hors-la-loi rançonneraient les habitants. Luke lui propose une association afin de capturer Emilio et les Dalton du même coup. Les deux hommes mettent au point un piège en organisant une grande réception pour toute la région.
Ayant appris la nouvelle, Emilio décide d'envoyer les Dalton enlever Prieto. Pour garantir leur infiltration, il les déguise en mariachis et tente de leur apprendre à chanter — sans succès, leur voix étant horrible au point de faire tourner la mayonnaise. Les Dalton se rendent tout de même à la fête, capturent Prieto et le ramènent au repaire. Mais ils ont la mauvaise surprise de constater qu'il s'agit en réalité de Lucky Luke déguisé. Emilio est toutefois prêt à rendre les Dalton à Luke et à rendre Luke au gouvernement des États-Unis... en échange d'une rançon. C'est alors que don Doroteo et ses hommes attaquent le repaire et capturent Espuelas et sa bande. Les Dalton profitent de la confusion pour s'enfuir, mais sont rattrapés par Luke et ramenés aux États-Unis.

### Personnages
- Lucky Luke
- Jolly Jumper
- Rantanplan
- Joe, William, Jack et Averell Dalton
- Emilio Espuelas : redoutable bandit mexicain. Il se cache près de Xochitecozingo, dans la montagne. Il s'enrichit grâce aux rançons obtenues à la suite des enlèvements qu'il organise — ce qui le dispense d'attaquer les banques. Son grand rêve est d'enlever Don Doroteo et de l'échanger contre une énorme somme d'argent.
- Don Doroteo Prieto y Zuloaga y Padilla : richissime ranchero de la région de Xochitecozingo. Il aide Lucky Luke dans sa lutte contre les Dalton. Son épouse est doña Maria Pilar Prieto y Emeterio, avec qui il est marié depuis quatorze ans (et cinq mois).
- Rodriguez : minuscule chihuahua de Don Doroteo. Contrairement à Rantanplan, il est malin et plein de ressources.
- Alberto : homme de main d'Espuelas. C'est un bandit musicien chargé d'apprendre à chanter aux Dalton. Mais la voix de ces derniers est si horrible qu'Alberto envisage de se pendre, considérant qu'il a « pillé, volé, rançonné, terrorisé », mais qu'il ne méritait pas ça...
- Amadeo : propriétaire de la cantina de Xochitecozingo, il loge Luke durant son séjour, transformant d'office son établissement en hôtel.
- Perico : propriétaire de la banque de Xochitecozingo, il a perdu tout l'argent lors d'un combat de coqs. Il transforme son établissement sur ordre de Joe, frustré d'avoir attaqué une banque vide. Perico considère qu'une attaque est synonyme de progrès.

## Publication

### Revues
L'histoire paraît dans le journal Spirou, du no 1466 (19 mai 1966) au no 1487 (13 octobre 1966).

### Album
Éditions Dupuis, no 31, 1968. C'est le dernier album de la série éditée aux Editions Dupuis. L'album suivant La Diligence inaugure la seconde série éditée d'abord chez Dargaud, puis chez Lucky Comics.

## Adaptation
L'album est adapté dans la série animée Lucky Luke, diffusée pour la première fois en 1991.
Don Emilio Espuelas apparaît dans le film Lucky Luke (2009) de James Huth.

### Documentation
- Paul Gravett (dir.), « De 1970 à 1989 : Tortillas pour les Dalton », dans Les 1001 BD qu'il faut avoir lues dans sa vie, Flammarion, 2012 (ISBN 2081277735), p. 314.